# How Strange, Innocence
How Strange, Innocence è il primo album in studio del gruppo musicale post-rock statunitense Explosions in the Sky, pubblicato nel 2000 e ristampato nel 2005.

## Tracce
1. A Song for Our Fathers – 5:43
2. Snow and Lights – 8:17
3. Magic Hours – 8:29
4. Look into the Air – 5:30
5. Glittering Blackness – 5:30
6. Time Stops – 9:55
7. Remember Me as a Time of Day – 5:27

## Formazione
- Munaf Rayani - chitarra
- Christopher Hrasky - batteria
- Michael James - basso, chitarra
- Mark Smith - chitarra